# President Quirino
President Quirino è una municipalità di quarta classe delle Filippine, situata nella Provincia di Sultan Kudarat, nella regione di Soccsksargen.
President Quirino è formata da 19 baranggay:
- Bagumbayan
- Bannawag
- Bayawa
- C. Mangilala
- Estrella
- Kalanawe I
- Kalanawe II
- Katico
- Malingon
- Mangalen
- Pedtubo
- Poblacion (Sambulawan)
- Romualdez
- San Jose
- San Pedro (Tuato)
- Sinakulay
- Suben
- Tinaungan
- Tual (Liguasan)